# Ramon Seco García
Ramon Seco García   (Tomelloso, 9 de setembre de 1941) és un ciclista, ja retirat, d'origen castellà, però format a Catalunya. Fou professional entre 1961 i 1962, encara que va tenir una llarga carrera com a amateur. Fundà la Penya 10 x Hora de Tàrrega i fou director esportiu del Club Ciclista Tàrrega, el Club Ciclista Tarragona i la Penya Ciclista Colomina.

## Palmarès
- 1957
  - Vencedor d'una etapa a la Volta a Lleida
- 1959
  - 1r al Cinturó ciclista lleidatà i vencedor de 3 etapes
- 1960
  - 1r al Cinturó ciclista lleidatà i vencedor de 2 etapes
  - 1r al GP de Sabadell
- 1961
  - Vencedor de 2 etapes al Gran Premi de Catalunya
- 1967
  - 1r al Cinturó ciclista lleidatà